# Usine hydroélectrique de Pont-Rolland
La centrale hydroélectrique de Pont-Rolland est un barrage hydroélectrique situé sur les communes de Lamballe-Armor (ex Morieux) et Hillion dans les Côtes-d'Armor.

## Historique
Construite de 1933 à 1936, son barrage voûte béton haut de 20 m et long de 102 m peut retenir au maximum près d'un million de mètres cubes d'eau douce sur le Gouessant,. L'usine, reliée au barrage par une conduite forcée de 325 m, produisait avec une puissance installée de 2,74 MW une moyenne de 2 700 MWh/an,. Elle alimentait en électricité la ville de Saint-Brieuc.
Après l'échéance de la concession à Électricité de France et l'arrêt de la production d'électricité en 2014, l'État reste propriétaire du barrage et de l'usine.
En 2015 et à nouveau en 2024, deux pétitions ont été lancées pour la sauvegarde du barrage et la reprise de la production électrique,.
Début 2017, l'État met le site en vente. Cette vente, infructueuse, est renouvelée en 2020 afin de trouver un repreneur qui relancera la production électrique.
Ce barrage est menacé de destruction par l'état malgré la loi Climat n°2021-1104 du 22 août 2021 - article 49, qui modifie le Code de l'environnement en interdisant la démolition des barrages ayant un " usage actuel ou potentiel, en particulier aux fins de production d'énergie ».

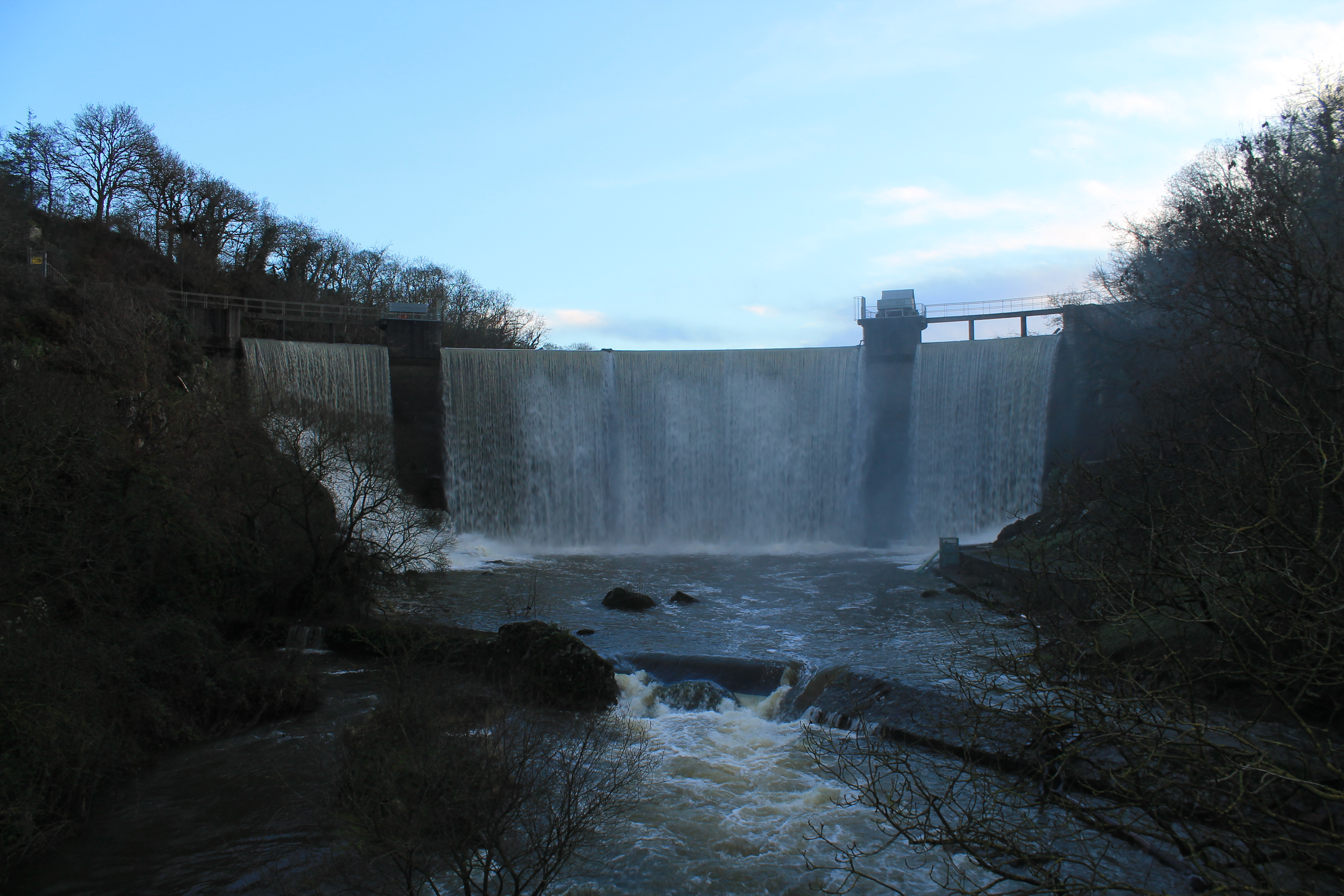
Barrage voûte béton « Sud-Finistère Électrique » premier concessionnaire.
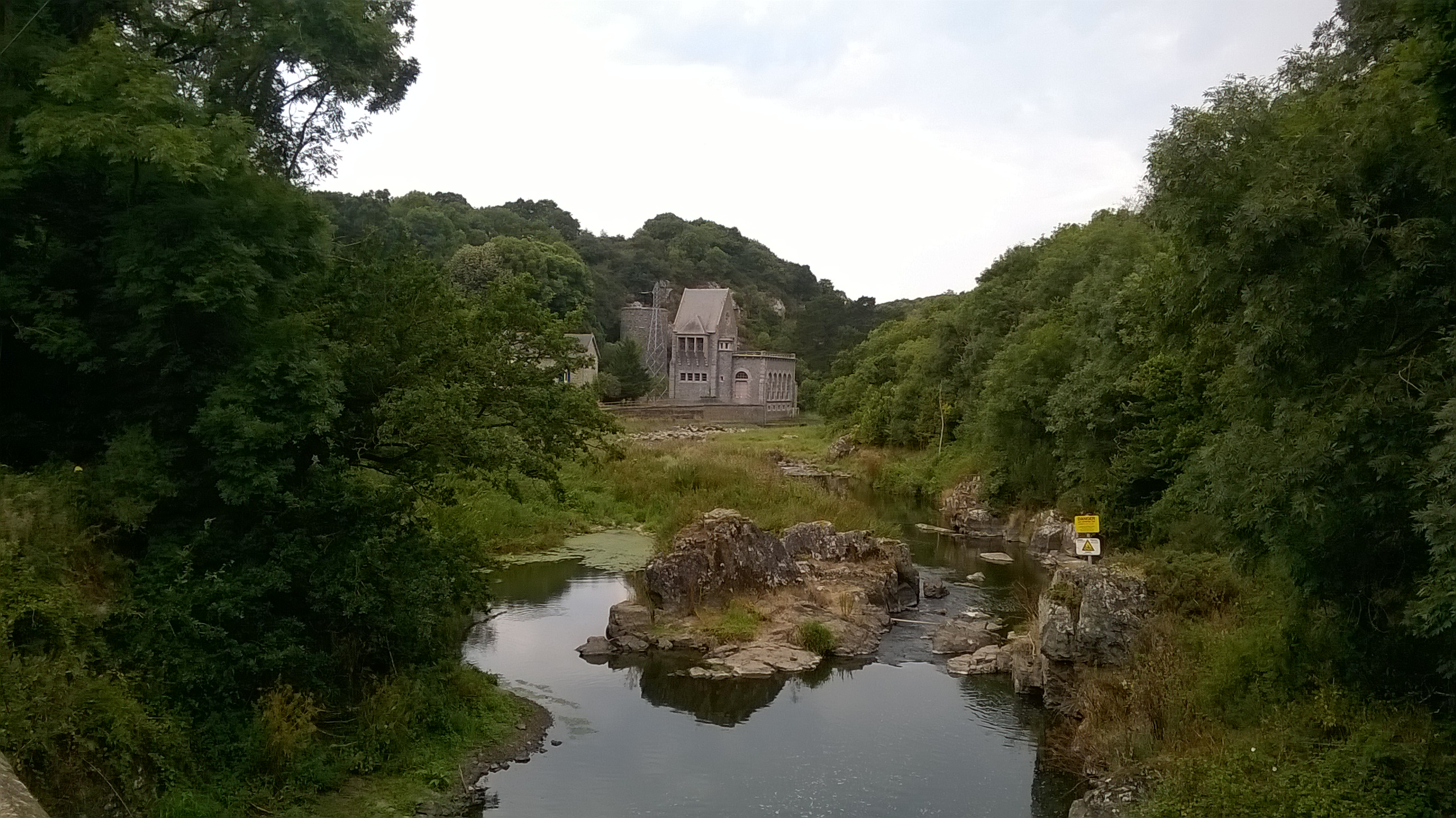
Bretagne, cours du Gouessant, centrale électrique[8].
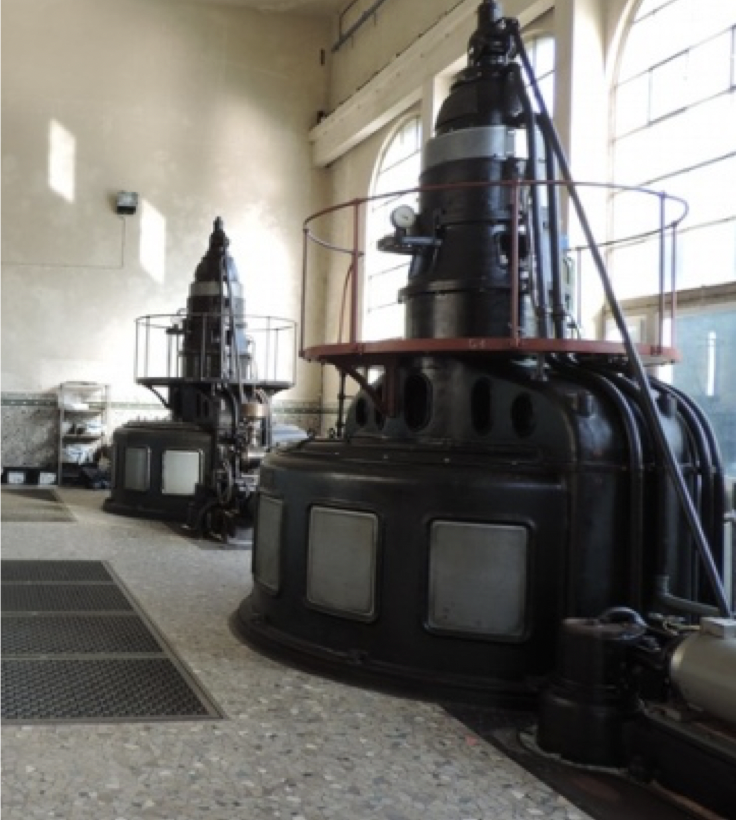
L'intérieur de l'usine et ses deux turbines Kaplan